# Grathemermolen
De Grathemermolen is een watermolen in het centrum van Grathem aan de Uffelse Beek, ook wel de Aabeek genoemd, die haar oorsprong heeft in de Belgische Kempen. Zowel de molen als het molenhuis heeft in het verleden een belangrijke rol gespeeld in de buurtschap Grathem. De molen werd in 1983 rijksmonument.

## Geschiedenis
Al in de 13e eeuw bevond zich in Grathem de banmolen van het stift van Thorn. Naderhand kwam deze molen in bezit van de familie De Borchgrave d'Altena die op het kasteel Groot Buggenum in Grathem woonde. Later werd de molen eigendom van de familie De Geloes d'Elsloo. In 1874 werd de molen verkocht aan de pachter-molenaar en werd de Grathemermolen ingrijpend gemoderniseerd.
De molen is in 1915 verbouwd tot turbinemolen, en in 1916 werd een Stockport-zuiggasmotor als hulpaandrijving geplaatst. Vanaf de aansluiting op het elektriciteitsnet in 1930 werd elektrisch gemalen.
Het waterrad dat nu te zien is, werd in 1995 naar oud voorbeeld teruggeplaatst en gekoppeld aan het gietijzeren binnenwerk van de voormalige, verbrande Brunssummer Molen. Dit binnenwerk uit 1866 is het oudste gegoten aandrijfwerk voor molenstenen in Nederland. De turbinemolen is echter nog steeds maalvaardig.
De Grathemermolen is eigendom van de gemeente Leudal en is te bezoeken. In de molen bevindt zich ook een winkeltje waar molen- en molengerelateerde producten worden verkocht. De molen werd eind 2017 overgedragen aan het Limburgs Landschap.